# 호찌민 시티 공안 FC
호찌민 시티 공안 FC(Công An Thành Phố Hồ Chí Minh)는 호찌민을 연고로 하는 베트남의 축구단이다. 
1969년 아시안 챔피언 클럽 토너먼트에 참가해 조별리그에서 5팀중 4위로 탈락했다.

## 우승
- V리그 1: 1995
- 베트남컵: 1998, 2001